# Hippolyte de La Morvonnais
Pour les articles homonymes, voir Hippolyte.
Hippolyte Michel de La Morvonnais (11 mars 1802, Saint-Malo - 4 juillet 1853, Pleudihen-sur-Rance), est un homme de lettres français.

## Biographie
Fils de François-Julien Michel de La Morvonnais, il hérite de son père le château du Val à Saint-Cast-le-Guildo. Il fonde la paroisse de Notre-Dame-du-Guildo.
Marié à sa cousine Marie Macé de La Villéon, il est le beau-père d'Ambroise Poinçon de La Blanchardière.
Fervent catholique, pieux, il est le disciple et ami de Félicité Robert de Lamennais.
Une rue porte son nom à Saint-Malo.
Son souvenir demeure principalement associé à son amitié avec un des génies du romantisme, Maurice de Guérin et à son soutien à l'établissement du tombeau de François-René de Chateaubriand au Grand-Bé. 

## Publications
- Les Larmes de Magdeleine : Reflets de Bretagne : Bords de l'Arguenon (1844)
- Les Dogmes, le clergé et l'État, études religieuses (1844)
- La Thébaïde des grèves : reflets de Bretagne ; suivie de poésies posthumes : reflets de Bretagne (1864)
- Œuvres choisies : poésie et prose (H. Champion, 1911)

## Sources
- abbé H. Fleury, Hippolyte de La Morvonnais, sa vie, ses œuvres, ses idéas : études sur le romantisme en Bretagne, d'après des documents inédits. Ouvrage orné d'un portrait et 5 gravures hors texte ..., H. Champion, 1911
- Lucien Sarazin, Le poète malouin, Hippolyte de La Morvonnais (1802-1853), 1905
- M.H. Ponssem, "Sur Hippolyte de La Morvonnais", Annales de Bretagne, 1969, vol. 76 n° 2, pp. 585-603
- La Morvonnais (de) Hippolyte, in:Le Maitron